# Sedadla v parteru
Sedadla v parteru (v originále Fauteuils d'orchestre) je francouzský hraný film z roku 2006, který režírovala Danièle Thompsonová. Snímek měl světovou premiéru na filmovém festivalu v Alpe-d'Huez dne 21. ledna 2006.

## Děj
Mladá dívka Jessica přijíždí do Paříže, která začne pracovat jako servírka poblíž divadla Champs-Élysées. Zde se seznámí s několika osobami, kterým změní život: bohatý obchodník rozprodává svou sbírku moderního umění v aukční síni Drouot; populární herečka sní o tom, že bude hrát Simone de Beauvoir; pianistu připravujícího se na koncert tíží jeho konvence; divadelní recepční odchází do důchodu.

## Obsazení
| Cécile de France     | Jessica                          |
| Valérie Lemercierová | herečka Catherine Versen         |
| Albert Dupontel      | pianista Jean-François Lefort    |
| Laura Morante        | Valentine, jeho žena             |
| Claude Brasseur      | obchodník Jacques Grumberg       |
| Christopher Thompson | Frédéric Grumberg, Jacquesův syn |
| Danièle Graule       | recepční Claudie                 |
| Annelise Hesme       | Valérie                          |
| François Rollin      | Marcel                           |
| Sydney Pollack       | americký režisér Brian Sobinski  |
| Daniel Benoin        | ředitel Daniel Bercoff           |
| Françoise Lépine     | Magali Garrel                    |
| Michel Vuillermoz    | herec Félix                      |
| Guillaume Gallienne  | Pascal, agent Catherine          |
| Christian Hecq       | režisér Grégoire                 |
| Suzanne Flon         | babička Jessicy                  |
| Julia Molkhou        | Margot                           |
| Simon de Pury        | licitátor na aukci               |
| Kaori Tsuji          | japonský novinář                 |
| Laurent Petitgirard  | vedoucí orchestru                |
| Sigolène Vinson      | prodavačka Ungaro                |
| Marc Rioufol         | Claude Mercier                   |
| Laurent Mouton       | Serge                            |
| Werner Küchler       | Werner                           |
| Ève Ruggieri         | sebe samu                        |
| Serge Bento          | groupie                          |
| Sabrina Ouazani      | Rachida                          |

## Ocenění
- Festival v Cabourgu: Swann d'Or za nejlepší herečku (Cécile de France)
- César: nejlepší herečka ve vedlejší roli (Valérie Lemercierová); nominace v kategoriích nejlepší scénář (Danièle Thompsonová a Christopher Thompson), nejlepší herečka (Cécile de France), nejlepší střih (Sylvie Landra)
- Cena Jacquese-Préverta za scénář: nominace na nejlepší původní scénář (Danièle Thompsonová a Christopher Thompson)
- Křišťálové glóby: nominace na nejlepší film (Danièle Thompsonová), nejlepší herečka (Cécile de France)